# Maurice Martin (homme politique)
Pour les articles homonymes, voir Maurice Martin et Martin.
Maurice Martin, né le 4 avril 1927 à Limoges (Haute-Vienne) et mort le 15 août 2004 à Carcassonne, est un homme politique français.

## Détail des fonctions et des mandats
Mandat parlementaire
- 17 juillet 1979 - 23 juillet 1984 : Député européen